# Sender Eys
Der Sender Eys ist die höchstgelegene Sendeanlage der Niederlande. Sie befindet sich auf einer Anhöhe nördlich der Ortschaft Eys in der niederländischen Provinz Limburg. Als Antennenträger dient ein abgespannter, 94 Meter hoher Rohrmast, der 1972 errichtet wurde.

## Geschichte
Im Zweiten Weltkrieg wurde der Eyserberg aufgrund seiner hohen Lage von den Alliierten als Radarposten genutzt und die Amerikaner überwachten während des Krieges den Luftraum über Aachen und der Eifel.
2007 verkaufte die KPN den Sendemast an Cellnex Telecom.
Obwohl das Versorgungsgebiet in Zuid-Limburg liegt, können die Programme durch die Höhe des Standortes und die Nähe zur Staatsgrenze auch in angrenzenden Regionen Belgiens und Deutschlands empfangen werden.

## Frequenzen und Programme

### Analoger Hörfunk (UKW)
| Frequenz (MHz) | Programm        | RDS PS   | RDS PI | Regionalisierung | ERP (kW) | Antennendiagramm rund (ND)/gerichtet (D) | Polarisation horizontal (H)/vertikal (V) |
| -------------- | --------------- | -------- | ------ | ---------------- | -------- | ---------------------------------------- | ---------------------------------------- |
| 91,5           | BNR Nieuwsradio | __BNR___ | 83D1   | –                | 10,7     | D (300°–330°)                            | V                                        |
| 97,2           | NPO Radio 2     | RADIO_2_ | 8202   | –                | 13       | D (300°–330°)                            | V                                        |
| 98,1           | RADIONL         | RADIONL_ | 8421   | Limburg-Süd      | 2,3      | D (250°–350°)                            | V                                        |

### Analoges Fernsehen (PAL)
Vor der Umstellung auf DVB-T diente der Sendestandort weiterhin für analoges Fernsehen:
| Kanal | Frequenz (MHz) | Programm | ERP (kW) | Sendediagramm rund (ND)/ gerichtet (D) | Polarisation horizontal (H)/ vertikal (V) |
| ----- | -------------- | -------- | -------- | -------------------------------------- | ----------------------------------------- |
| 51    | 711,25         | NPO 1    | 1        | ND                                     | H                                         |
| 54    | 735,25         | NPO 2    | 1        | ND                                     | H                                         |
| 48    | 687,25         | NPO 3    | 1        | ND                                     | H                                         |